# Autoroute A604 (Belgique)
L'autoroute belge A604 est une courte autoroute desservant la zone industrielle ouest de Liège. Elle relie l'A15 avec les localités industrielles telles que Seraing et Grâce-Hollogne.

## Description du tracé
|   | Dénomination                         | Destinations                                         | BK  |
| - | ------------------------------------ | ---------------------------------------------------- | --- |
| 1 | Bierset N630                         | Grâce-Hollogne (Bierset), Aéroport de Liège-Bierset  | 0,0 |
|   | Échangeur de Grâce-Hollogne          | Autoroute Mons − Liège (Autoroute de Wallonie)       | 0,5 |
| 2 | Grâce-Hollogne N630                  | Grâce-Hollogne (Grâce-Berleur, Hollogne-aux-Pierres) | 1,0 |
| 3 | Jemeppe-Nord                         | Seraing (Jemeppe-sur-Meuse)                          | 3,9 |
| 4 | Jemeppe                              | Seraing (Jemeppe-sur-Meuse), Liège (rive gauche)     | 5,1 |
|   | Pont de Seraing (130 m)              |                                                      | 5,2 |
|   | Fin de l'autoroute, prolongée par la | Seraing, Liège (rive droite), Huy, Marche-en-Famenne | 5,3 |

## Galerie d'images

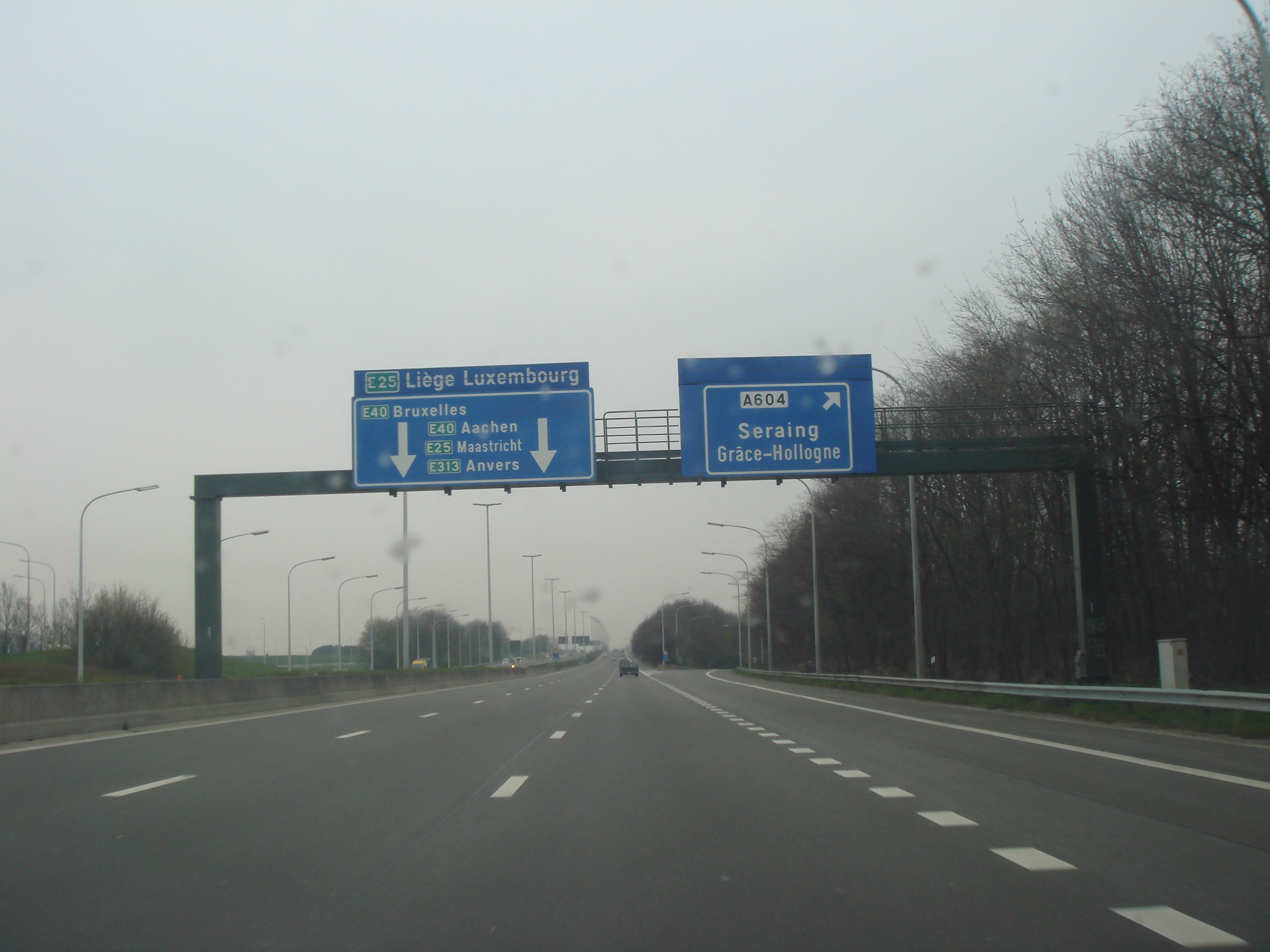
L'échangeur de Grâce-Hollogne, croisement avec l'A15 (E42).
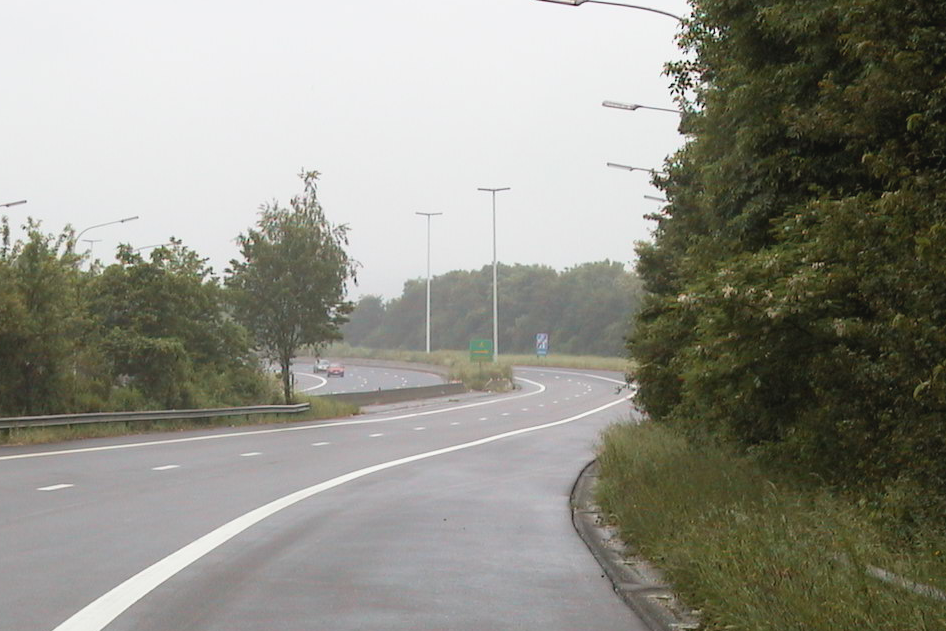
Fin de l'autoroute en direction de Seraing.